# Eleccions legislatives gregues de 1920
Les eleccions legislatives gregues de 1920 se celebraren l'1 de novembre de 1920. L'oposició unida guanyar al Partit Liberal i Dimítrios Gúnaris va formar el govern que cauria el 1922 després de la derrota grega davant els turcs.
| Resultats de les eleccions legislatives gregues de 1920 | Resultats de les eleccions legislatives gregues de 1920 | Resultats de les eleccions legislatives gregues de 1920 | Vots    | Vots  | Vots | Escons | Escons |
| Resultats de les eleccions legislatives gregues de 1920 | Resultats de les eleccions legislatives gregues de 1920 | Resultats de les eleccions legislatives gregues de 1920 | No.     | %     | +− % | No.    | +−     |
| --- | ------------------------------------------------------- | ------------------------------------------------------- | ------- | ----- | ---- | ------ | ------ |
| | Partit Liberal                                          | Elevthérios Venizelos                                   | 375.803 | 50,23 |      | 118    |        |
| | Oposició Unida                                          | Dimítrios Gúnaris                                       | 368.673 | 49,29 |      | 250    |        |
| | Independents                                            |                                                         | 2.465   | 0,55  |      |        |        |
| Vots vàlids | Vots vàlids                                             | Vots vàlids                                             | 746.946 | 100   |      | 369    |        |
| Vots nuls |                                                         |                                                         |         |       |      |        |        |
| Total |                                                         |                                                         |         |       |      |        |        |
| Participació | Participació                                            | Participació                                            | %       |       |      |        |        |
| Electorat |                                                         |                                                         |         |       |      |        |        |
| Font: Fundació Nacional de Recerca "Elevthérios K. Venizelos" Arxivat 2007-09-27 a Wayback Machine.; Texts d'Història Constitutional (Institut Grec d'Història Constitucional) |                                                         |                                                         |         |       |      |        |        |